# Dia de Cassinga
El dia de Cassinga és un dia festiu nacional a Namíbia dedicat a commemorar la matança de Cassinga. Té lloc anualment el 4 de maig.
Sovint hi ha actes cerimoniosos a Heroes' Acre, als afores de Windhoek. Hi assisteixen figures polítiques importants, com ara Hage Geingob, Hifikepunye Pohamba i Sam Nujoma, que han presidit el país. Tot i que el 2016 les tombes encara no estaven marcades, el Govern de Namíbia té previst aixecar-hi un monument en memòria de les víctimes evocades.